# Gu Xiaogang
Gu Xiaogang (Fuyang, 11 de agosto de 1988) es un director y guionista chino.
Mientras estaba en medio de sus estudios universitarios en diseño de moda y marketing, descubrió su pasión por el cine y más particularmente por la realización de películas. Destacó en particular en la Semana de la Crítica donde su primer largometraje real, Morada en las montañas Fuchun, cerró la 58.° edición del Festival de Cine de Cannes de 2019. Dicha película recibió aclamación universal de la crítica ganando el galardón a mejor película en la 18.° edición de los Premios de la Sociedad Internacional de Cinéfilos en 2021.

## Filmografía
- Natural Farmer JIA (cortometraje) (2012)
- Planting for Life (2014)
- For One More Day (2016)
- Morada en las montañas Fuchun (2019)
- The Sail of Cinema (cortometraje) (2020)